# Biologie und Umweltkunde
Biologie und Umweltkunde (kurz: BU, BiU oder auch BIUK) ist der Name eines Unterrichtsgegenstandes, der ausschließlich in Österreich unterrichtet wird.

## Allgemeines
Dieses Fach wird erst ab der Unterstufe (5. Schulstufe der S I = HS, NMS, AHS) eigenständig unterrichtet.
In der Volksschule (Primarstufe) werden Inhalte dieses Fachbereichs als „Gesamtunterricht“ im Rahmen des Gegenstands „Sachunterricht“ gelehrt.
In Österreich bestehen in den allgemeinbildenden Schulen drei Kombinationsfächer: 1962 wurden Geschichte und Sozialkunde und
Geographie und Wirtschaftskunde eingeführt. Etwas später dann der Unterrichtsgegenstand BU, der früher Naturgeschichte geheißen hatte. Derzeit gültige Lehrpläne sind nachzulesen in BGBl. Nr. 88/1985, zuletzt geändert BGBl. II Nr. 175/2015.
Im Zuge der vom Unterrichtsministerium für alle Oberstufenformen verfügten semesterweisen Stoffaufteilung („Semestrierung“) erfolgten Neufassungen der Lehrpläne. Am 18. Mai 2016 ging der AHS-Oberstufen-Lehrplan-Entwurf in Begutachtung (inklusive Erläuterungen, wie er mit September 2017 in Kraft treten solle).
Analog zu Biologie und Umweltkunde wurden an berufsbildenden Schulen (Handelsakademie und Handelsschule) Naturgeschichte und Warenkunde zu Biologie und Warenkunde zusammengeführt und in „Biologie, Ökologie und Warenlehre“ später umbenannt.
Die Lehrpläne dazu findet man auf der Webseite des österreichischen Unterrichtsministeriums. Daneben gibt es in den österreichischen Schulen auch noch sogenannte Unterrichtsprinzipien, wobei hier neben anderen das von allen Gegenständen miteinzubeziehende Unterrichtsprinzip Umweltbildung zu nennen wäre.